# British Home Championship 1902/03
Die British Home Championship 1902/03 war die 20. Auflage des im Round-Robin-System ausgetragenen Fußballwettbewerbs zwischen den vier britischen Nationalmannschaften von England, Irland (ab 1950/51 Nordirland), Schottland und Wales.
| Pl.                                                    | Nationalmannschaft | Sp. | S | U | N | Tore    | Punkte |
| ------------------------------------------------------ | ------------------ | --- | - | - | - | ------- | ------ |
| 1.                                                     | England            | 3   | 2 | 0 | 1 | 007:300 | 04:20  |
| 2.                                                     | Irland             | 3   | 2 | 0 | 1 | 004:400 | 04:20  |
| 3.                                                     | Schottland         | 3   | 2 | 0 | 1 | 003:300 | 04:20  |
| 4.                                                     | Wales              | 3   | 0 | 0 | 3 | 001:500 | 0:60   |
| England, Irland und Schottland teilten sich den Titel. |                    |     |   |   |   |         |        |

|                                                      |   |            |           |
| 14. Februar 1903 in Wolverhampton (Molineux Stadium) |   |            |           |
| England                                              | – | Irland     | 4:0 (1:0) |
| 2. März 1903 in Portsmouth (Fratton Park)            |   |            |           |
| England                                              | – | Wales      | 2:1 (1:0) |
| 9. März 1903 in Cardiff (Arms Park)                  |   |            |           |
| Wales                                                | – | Schottland | 0:1 (0:1) |
| 21. März 1903 in Glasgow (Celtic Park)               |   |            |           |
| Schottland                                           | – | Irland     | 0:2 (0:1) |
| 28. März 1903 in Belfast (Solitude)                  |   |            |           |
| Irland                                               | – | Wales      | 2:0 (0:0) |
| 4. April 1903 in Sheffield (Bramall Lane)            |   |            |           |
| England                                              | – | Schottland | 1:2 (1:0) |